# Tmesisternus distinctus
Tmesisternus distinctus är en skalbaggsart. Tmesisternus distinctus ingår i släktet Tmesisternus och familjen långhorningar.

## Underarter
Arten delas in i följande underarter:
- T. d. distinctus
- T. d. contraversus
- T. d. electus